# 克雷格·兰德尔二世
伦纳德·克雷格·兰德尔二世（英語：Leonard Craig Randall II；1996年4月22日—）為美國男子籃球運動員，現效力於NBA G聯盟撕裂之城混音。

## 職業生涯
2022年8月8日，澳洲國家籃球聯賽阿得雷德36人簽下兰德尔。11月8日，阿得雷德36人與兰德尔分道揚鑣。2023年1月30日，愛荷華灰狼取得兰德尔。
2023年9月29日，以色列籃球超級聯賽海法夏普爾簽下兰德尔。但由於以色列當地局勢，兰德尔未代表海法夏普爾出賽過。11月30日，兰德尔加盟法國籃球甲級聯賽紹萊。2024年2月21日，紹萊與兰德尔結束合作關係。
2024年12月14日，中国男子篮球职业联赛宁波富邦與兰德尔完成簽約。12月15日，宁波富邦註冊兰德尔，取消註冊尼克·拉科切维奇。2025年1月5日，宁波富邦註冊尼克·拉科切维奇，取消註冊兰德尔。

## 外部連結
- 克雷格·兰德尔二世在fiba.basketball（英语）
- 克雷格·兰德尔二世在NBA G聯盟（英语）
- 克雷格·兰德尔二世在中国男子篮球职业联赛
- 克雷格·兰德尔二世在Basketball-Reference.com（NBA G聯盟）（英语）
- 克雷格·兰德尔二世在Basketball-Reference.com（國際）（英语）
- 克雷格·兰德尔二世在Sports-Reference.com（NCAA）（英语）
- 克雷格·兰德尔二世在Eurobasket.com（球員）（英语）
- 克雷格·兰德尔二世在Proballers（英语）
- 克雷格·兰德尔二世在RealGM（英语）
- 克雷格·兰德尔二世在中国篮球数据库
- 克雷格·兰德尔二世在Flashscore（英语）